# Vår- och höstannalerna
Vår- och höstannalerna (春秋, Chūnqiū, också kallad 麟經 Línjīng) var en krönika över händelser i den kinesiska staten Lu 魯 under det som senare blev kallat Vår- och höstperioden i mitten av Zhoudynastins 周朝 historia. Krönikan täcker in åren 722-481 f.Kr. Traditionen säger att Konfucius skrev eller i vart fall redigerade krönikan. Boken räknas som en av Kinas fem klassiska böcker.

## Titel
Titeln "Vår och höst" kommer av att de flesta anteckningar inleds med under vilken årstid en händelse inträffade, till exempel "Vår: [Hertigens syster] Bo Ji giftes bort till Qi" eller "Vinter: Hertiginnan födde en son".
"Vårar och höstar" var en generell benämning på historieskrivning under Zhou-dynastin. Dock är det bara "Lus vårar och höstar" som bevarats till vår tid; övriga staters krönikor tycks ha gått förlorade redan före Han-dynastin.
Att titeln förkortats till "Vår och höst", trots att sommar och vinter också finns med i innehållet, återspeglar det sätt som det kinesiska jordbrukssamhället betraktade året. Våren var en av de två viktigaste eftersom då sådde man. Sommaren, som inte nämns, är växtperioden. Hösten är också väldigt viktig - då skördar man. På vintern fanns inget att göra i lantbruket -  den var en tidsperiod man inte "räknade med", som om den inte fanns.